# Бульвар Адмірала Ушакова (станція метро)
55°32′44″ пн. ш. 37°32′35″ сх. д. / 55.54556° пн. ш. 37.54306° сх. д.
«Бульвар Адмірала Ушакова» — станція Бутовської лінії Московського метрополітену, розташована між станціями «Вулиця Скобелевська» і «Вулиця Горчакова».
Відкрита 27 грудня 2003 у складі дільниці «Вулиця Старокачаловська» — «Бунінська алея». Названа по однойменному бульвару, що носить ім'я адмірала Ф. Ф. Ушакова.

## Вестибюлі й пересадки
На станції один вестибюль (західний), розташований між вулицями Адмірала Лазарева і Южнобутовською. У східному торці платформи змонтований ліфт для спуску і підйому інвалідних візків.

## Технічна характеристика
Конструкція станції — естакадна типового проекту. Довжина платформи — 90 м, ширина платформи — 7 м, висота платформи — 9,6 м.

## Оздоблення
Колірна гамма станції витримана в холодних відтінках: синьо-зелений колір несучих металевих елементів конструкції поєднується зі світло-блакитним кольором стін наземних споруд і верхнього поясу естакади, виконаного зі звукопоглинальних панелей.
Фасади вестибюля, аварійного виходу і електропідстанції оздоблені фіброцементними панелями зі вставками з термообробленого і полірованого граніту «Відродження». Нижню частину стін підкреслює цоколь із полірованого габро. Стіни в інтер'єрі вестибюля також виконані з термообробленого граніту. Підшивання стелі вестибюля та ескалаторної галереї зроблені з алюмінієвого профілю. Підлога платформи, вестибюля, а також вхідний майданчик перед ним викладені плитами з різних порід граніту.

## Колійний розвиток

Схема колійного розвитку станції Бульвар Адмірала Ушакова

Станція з колійним розвитком — 3 стрілочних переводи і 1 станційна колія для обороту та відстою рухомого складу.
За станцією розташований одноколійний тупик, використовуваний для обороту та відстою потягів, у штатному режимі не використовується.

## Ресурси Інтернету
- Офіційний сайт Московського метрополітену(рос.)
- Сайт «METRO.Фотоальбом» [Архівовано 4 березня 2016 у Wayback Machine.](рос.)
- Сайт «Прогулянки по метро»(рос.)
- Сайт «Енциклопедія нашого транспорту» [Архівовано 22 листопада 2021 у Wayback Machine.](рос.)

| Попередня станція   | Лінія | Лінія           | Лінія | Наступна станція |
| ------------------- | ----- | --------------- | ----- | ---------------- |
| Вулиця Скобелевська |       | Бутовська лінія |       | Вулиця Горчакова |